# Cameraria microphylla
Cameraria microphylla es una especie de planta fanerógama pergteneciente a la familia Apocynaceae. Es originaria de Cuba.  Está considerada en peligro de extinción por la pérdida de hábitat.

## Distribución y hábitat
Es un árbol pequeño, que alcanzan un tamaño de hasta 5 m de altura, que se producen en matorrales y bosques espinosos siempreverdes sobre suelos de serpentina derivados de las tierras bajas en las provincias de Camagüey y Ciego de Ávila.
El hábitat de la especie ha sido severamente degradado y transformado en sabana por la quema y el pastoreo.

## Taxonomía
Cameraria microphylla fue descrito por Nathaniel Lord Britton y publicado en Bulletin of the Torrey Botanical Club 39: 6. 1912.